# Губское (Полтавская область)
Губское (укр. Губське) — село, Тарандинцевский сельский совет, Лубенский район, Полтавская область, Украина.
Код КОАТУУ — 5322887004. Население по переписи 2001 года составляло 550 человек.
В Центральном государственном историческом архиве Украины в Киеве хранится метрическая книга села Губское 1723 года.

## Географическое положение
Село Губское находится на левом берегу реки Ольшанка,
выше по течению на расстоянии в 4,5 км расположено село Пышное,
ниже по течению на расстоянии в 2 км расположено село Енковцы,
на противоположном берегу — село Тарандинцы.

## Экономика
- Молочно-товарная и птице-товарная фермы.[источник не указан 1665 дней]
- «Надия», сельскохозяйственный производственный кооператив.[источник не указан 1665 дней]